# Canton de Rillieux-la-Pape
Le canton de Rillieux-la-Pape est une ancienne division administrative française, située dans le département du Rhône en région Rhône-Alpes.

## Composition
- Rillieux-la-Pape
- Sathonay-Camp
- Sathonay-Village

## Histoire
Le canton est créé en 1969 dans le département du Rhône en regroupant quatre communes transférées dans ce dernier depuis le département de l'Ain (canton de Montluel) par la loi n°67-1205 du 29 décembre 1967 :
- Rillieux et Crépieux-la-Pape, dépendant jusqu'ici du canton de Montluel ;
- Sathonay-Camp et Sathonay-Village, dépendant jusqu'ici du canton de Trévoux.

Le 15 décembre 1972, les communes de Rillieux et de Crépieux-la-Pape fusionnent pour constituer la nouvelle commune de Rillieux-la-Pape. Le canton se trouve dès lors constitué de trois communes.
Le canton cesse d'exister avec la création de la métropole de Lyon le 1er janvier 2015.

## Représentation
| Période | Période      | Identité          | Étiquette    | Qualité |
| ------- | ------------ | ----------------- | ------------ | --- |
| 1969    | 1973         | Marcel-Yves André | DVD puis UDF | Maire de Rillieux-la-Pape (1959-1995) Ancien conseiller général du canton de Montluel                         |
| 1973    | 1985         | Michel Brosset    | PS           | Premier adjoint au maire de Rillieux-la-Pape                                                                  |
| 1985    | 1997 (décès) | Marcel-Yves André | UDF          | Maire de Rillieux-la-Pape (1959-1995)                                                                         |
| 1997    | 2014         | Renaud Gauquelin  | PS           | Médecin Ancien conseiller municipal de Sathonay-Camp Maire de Rillieux-la-Pape (2005-2014) Député (2016-2017) |

## Évolution démographique
| 1968   | 1975   | 1982   | 1990   | 1999   | 2006   | 2011   | 2012   |
| ------ | ------ | ------ | ------ | ------ | ------ | ------ | ------ |
| 20 992 | 28 340 | 35 185 | 36 865 | 34 396 | 35 582 | 36 415 | 36 530 |